# Aida Ward
Aida Ward (Washington, 11 februari 1903 – aldaar, 23 juni 1984) was een Amerikaanse jazzzangeres die succes had in de jaren twintig en dertig in New York, op Broadway en in de befaamde Cotton Club. Ze trad naast Adelaide Hall en Bill "Bojangles" Robinson op in de Broadway-revue Blackbirds of 1928.

## Biografie
Ward studeerde aanvankelijk klassieke muziek. In 1924 verhuisde ze naar New York, waar ze een loopbaan had op Broadway. Haar eerste show daar was "Dixie to Broadway". In 1928 trad ze op in de hit "Blackbirds". Hierin zong ze tevens de klassieker  "I Can't Give You Anything But Love". Ze zong regelematig in de Cotton Club, waar optrad met Duke Ellington en Cab Calloway. Ze was betrokken bij de introductie van de songs "Between the Devil and the Deep Blue Sea" en "I've Got the World on a String" in de Cotton Club in 1931-2. Naast haar Broadway-loopbaan zong ze tevens voor de radio.
Eind jaren veertig stopte ze met de muziek en begon ze een verzorgingstehuis in haar geboorteplaats.